# Mandarina (molusco)
Mandarina es un género de moluscos gasterópodos pulmonados terrestres de la familia Camaenidae.

## Especies
- Mandarina anijimana
- Mandarina aureola
- Mandarina chichijimana
- Mandarina exoptata
- Mandarina hahajimana
- Mandarina hirasei
- Mandarina luhuana
- Mandarina mandarina
- Mandarina polita
- Mandarina ponderosa
- Mandarina suenoae